# Defense Superior Service Medal
Defense Superior Service Medal (förkortning: DSSM) är en förtjänstmedalj som utdelas till amerikanska militärer som tjänstgjort i försvarsgrensövergripande befattningar för "ypperligt förtjänstfull insats i ansvarsfull ställning".  

## Bakgrund
Medaljen instiftades 6 februari 1976 av USA:s president Gerald Ford genom utfärdandet av exekutivorder 11904. Utseendemässigt är själva medaljen, bortsett från färgen på själva medaljen och bandet, identisk med den högre Defense Distinguished Service Medal som infördes 1970.
Defense Superior Service Medal ges för tjänstgöring i försvarsgrensövergripande befattningar (engelska: joint duty assignment) och motsvarar sålunda Legion of Merit som ges för motsvarande försvarsgrensspecifika befattningar på jämförbar insats och nivå.
Vanliga mottagare är i tjänstegraderna lägre generaler/flaggmän, överste/kommendör och överstelöjtnant/kommendörkapten samt seniora underofficerare som arbetar direkt under försvarschefen eller militärbefälhavare.
Den delas ut i försvarsministerns namn men beslutsrätten är även delegerad till försvarschefen och militärbefälhavarna.
Den som mottagit samma utmärkelse två gånger bär ett eklöv i metall på släpspännet, tre gånger med två eklöv osv. Efter 2016 kan den även ges med metallbokstäverna C för strid (Combat) eller R för fjärrstyrd insats (Remote).

## Galleri

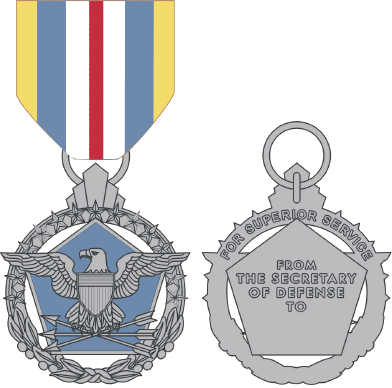
Medaljens fram- och baksida.
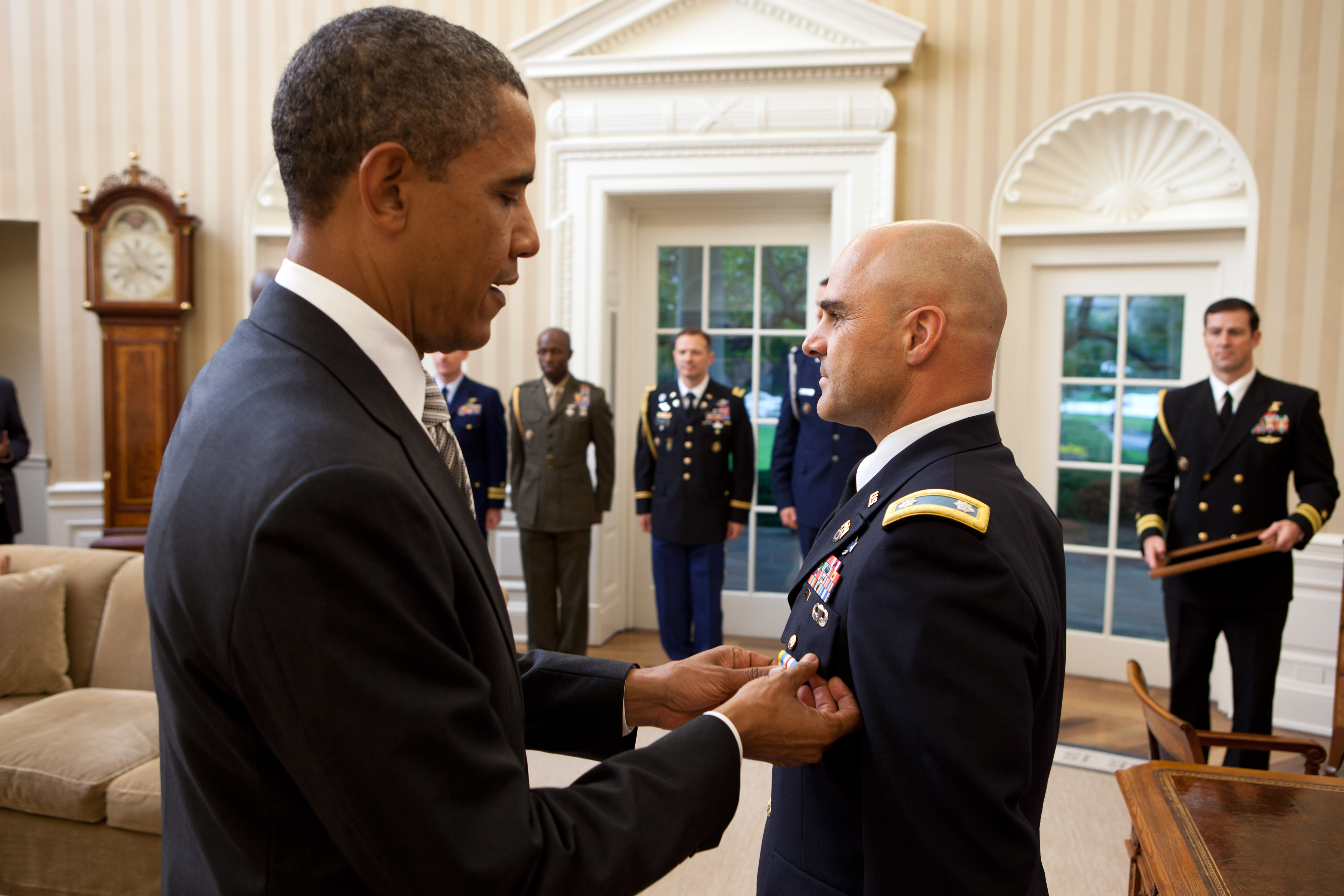
President Barack Obama delar i Ovala rummet ut en DSSM till utgående arméadjutant efter avklarad tjänstgöring, 12 oktober 2011.
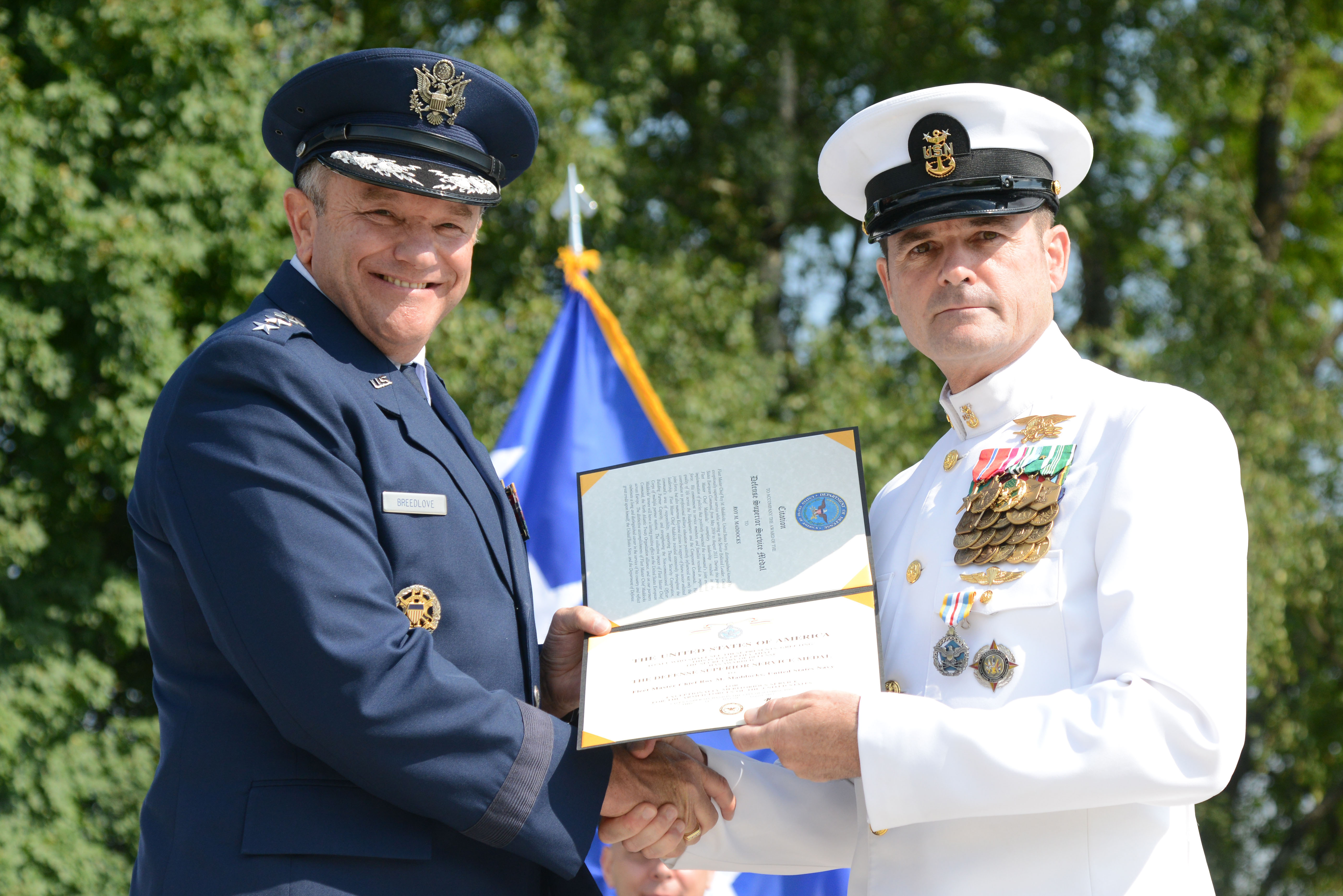
General Philip M. Breedlove delar ut DSSM till utgående senior enlisted leader vid U.S. European Command, 14 augusti 2013.